# Шуклін Олексій Степанович
Олексі́й Степа́нович Шуклін (* 1938) — шахтар, лауреат Державної премії УРСР в галузі науки і техніки (1975).

## З життєпису
Працював в місті Дзержинськ, шахта «Південна», бригадир очисного вибою комбінату «Артемвугілля».
Лауреат Державної премії УРСР в галузі науки і техніки «за створення та впровадження на вугільних шахтах спеціального кріплення — пневмобалонних кострів».